# Торбали
Торбали (тур. Torbalı) је град у Турској у вилајету Измир. Према процени из 2009. у граду је живело 112.979 становника.

## Становништво
Према процени, у граду је 2009. живело 112.979 становника.
| 1990.  | 2000.  |
| ------ | ------ |
| 41.749 | 63.659 |